# Улица Коплиранна
У́лица Ко́плира́нна (эст. Kopliranna tänav — Коплиского берега) — улица в Таллине, столице Эстонии. Рядом с улицей расположен порт Меэрузе (порт бывшего рыболовецкого колхоза «Маяк»).

## География
Проходит в микрорайоне Копли городского района Пыхья-Таллинн. Начинается от улицы Пелгуранна, идёт вдоль побережья Коплиского залива, пересекается с улицами Сирби, Алази, Вазара, Клаази и заканчивается тупиком.
Протяжённость улицы — 674 м.

## История
Улица возникла в 1912—1915 годы между морем и Цигельскоппельской улицей, в период строительства судостроительного завода Беккера, и была одной из улиц его рабочего посёлка. В посёлке завода Беккера улицы не имели ни названий, ни номеров на домах (как и в поселении Русско-Балтийского судостроительного завода на другом берегу  Коплиского залива), но в пределах всей территории завода строения имели единую нумерацию. Названия улиц и номера домов с указанием улиц были вывешены только в 1951 году.
19 октября 1928 года улица получила название Коплиранд (эст. Koplirand, Kopli rand — Коплиский берег), с 8 июля 1966 года решением исполкомом Таллинского городского Совета народных депутатов стала называться Коплиранна.
В 1999 году дом 41 по улице Коплиранна, бывшая рабочая казарма завода Беккера, был внесён в Государственный регистр памятников культуры Эстонии, как памятник архитектуры. Этот тип рабочего дома в форме подковы с тремя флигелями уникален для Эстонии, он никогда не использовался в других рабочих кварталах и является совершенно иррациональным в тёмном эстонском климате: квартиры, выходящие окнами в узкий двор, зимой совершенно лишены солнечного света. Влияние рабочих домов Англии XIX века чувствуется здесь не только в основном плане, но и в деталях: широкие окна с квадратными делениями, пологая крыша, общие пропорции здания — все это довольно исключительно в архитектурной картине того времени. Интерьеры простые, деревянные полы изначально не крашеные, стены побелены или покрашены масляной краской (обои не наклеены из-за боязни возгорания). Хотя в результате нескольких более поздних реконструкций (1960-е, 1980-е годы) аскетическая внутренняя отделка большей частью была разрушена, первоначальное общее впечатление от интерьера всё еще сохраняется. В начале 2020-х годов у здания были заменены все окна и крыша. При инспектировании 3 октября 2023 года состояние здания было признано плохим.
Общественный транспорт по улице не курсирует.

## Застройка
В начале XXI столетия застройка улицы в основном относилась к 1950-м — началу 1980-х годов. В 2010-е—2020-е годы было снесено несколько старых построек, на месте которых возведены или планируется возведение частных жилых домов; старые здания в основном прошли реновацию. 
К застройке XX века, в частности, относятся:
- дома 10, 12, 14, 16 — двухэтажные деревянные квартирные дома (1950—1960-е годы);
- дом 24 — пятиэтажный каменный квартирный дом (1965);
- дома 26 и 27 — трёхэтажные квартирные дома (1960-е годы);
- дом 47 — котельная (1967).
- дом 49 — трёхэтажное административное здание порта Меэрузе.

Застройка начала XXI века:
- дом 1 — паб-ресторан «F.M. Dostojevski»[7];
- дома 15 и 19а — двухэтажные частные  жилые дома;
- дом 23 — трёхэтажный частный жилой дом.

В июне 2024 года городские власти приступили к планировке зелёной зоны между улицей Коплиранна и морем. После завершения проекта будет создана современная и безопасная зона отдыха.

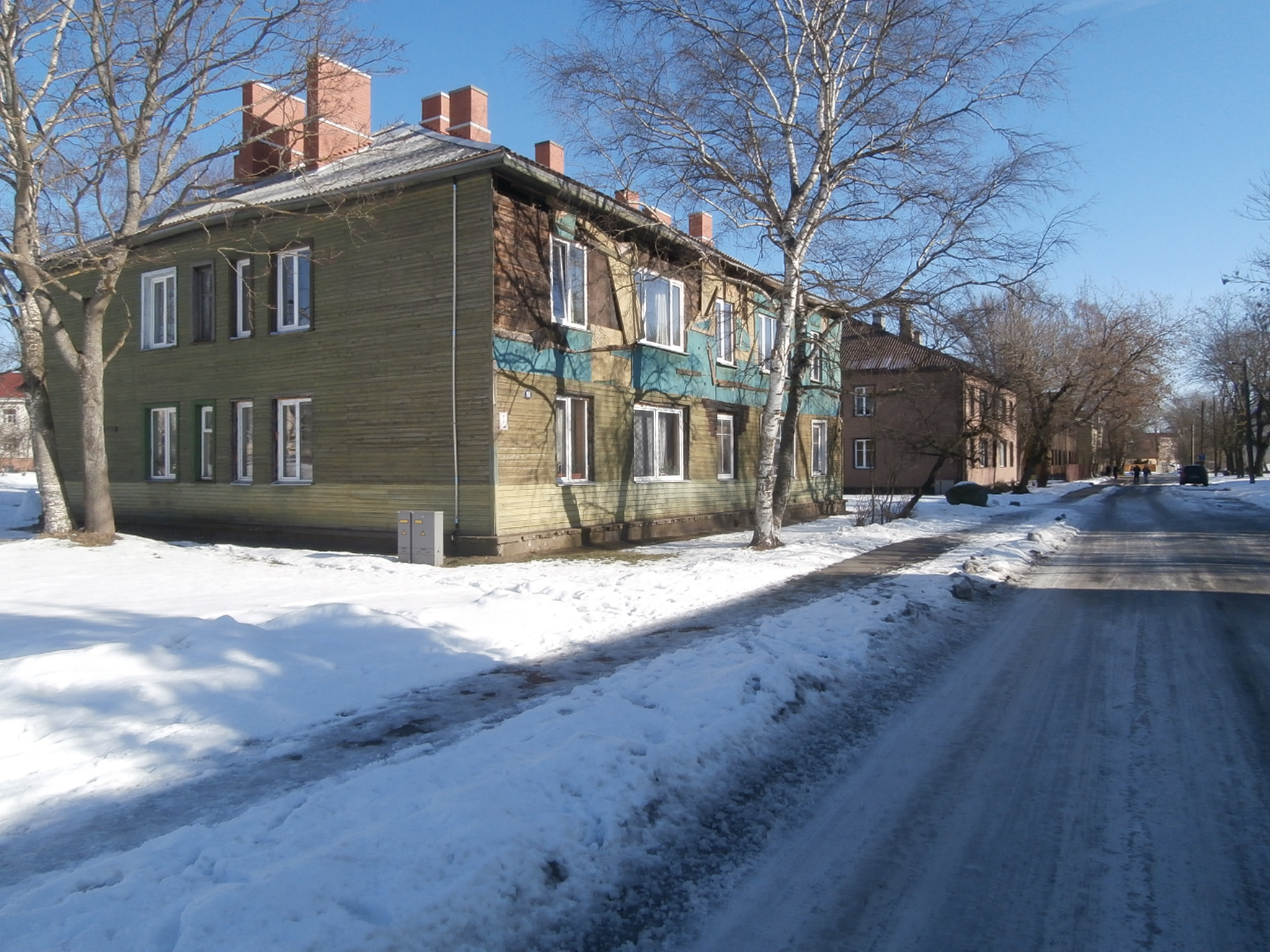
Дом 16 до реновации
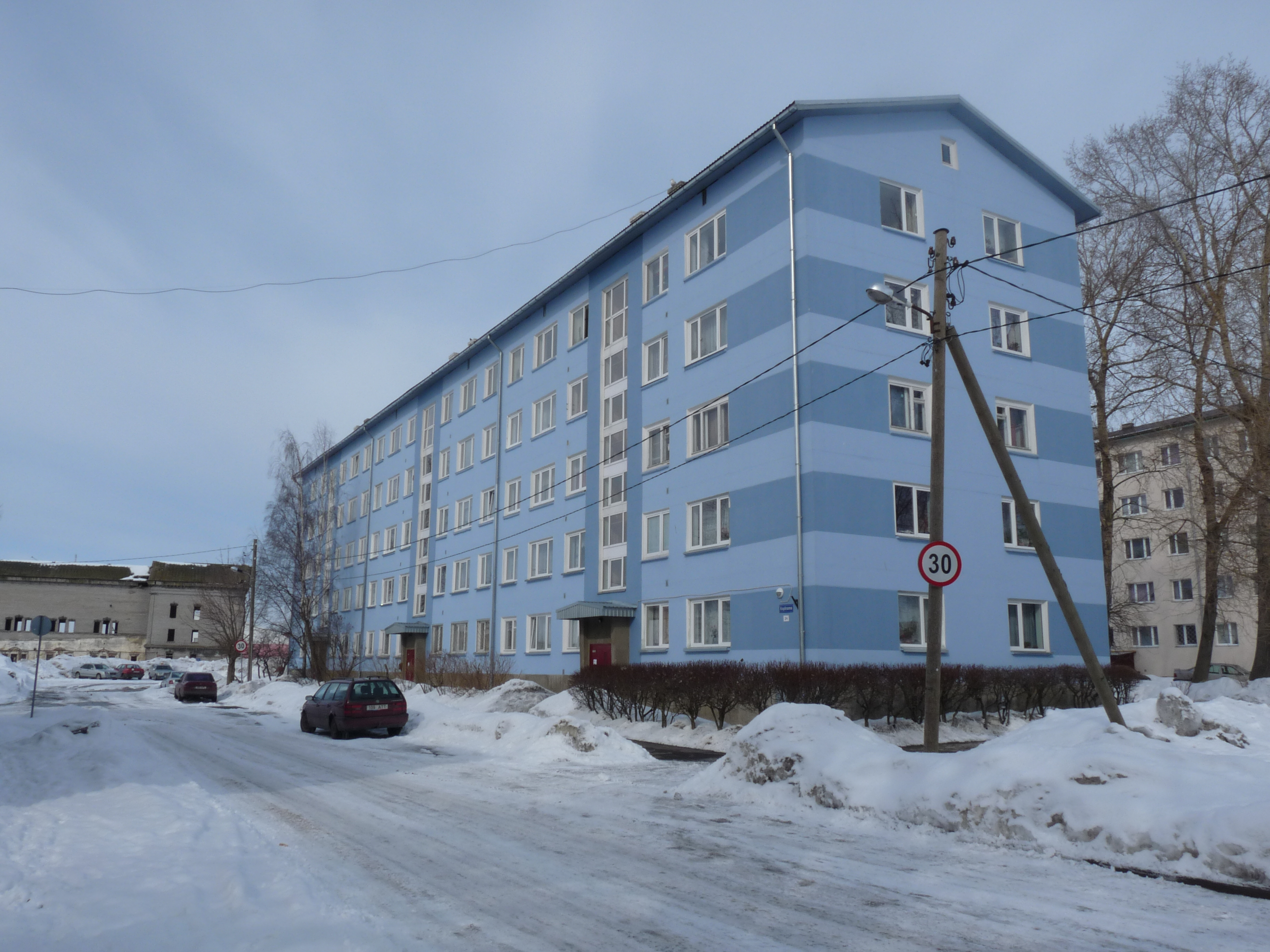
Дом 24
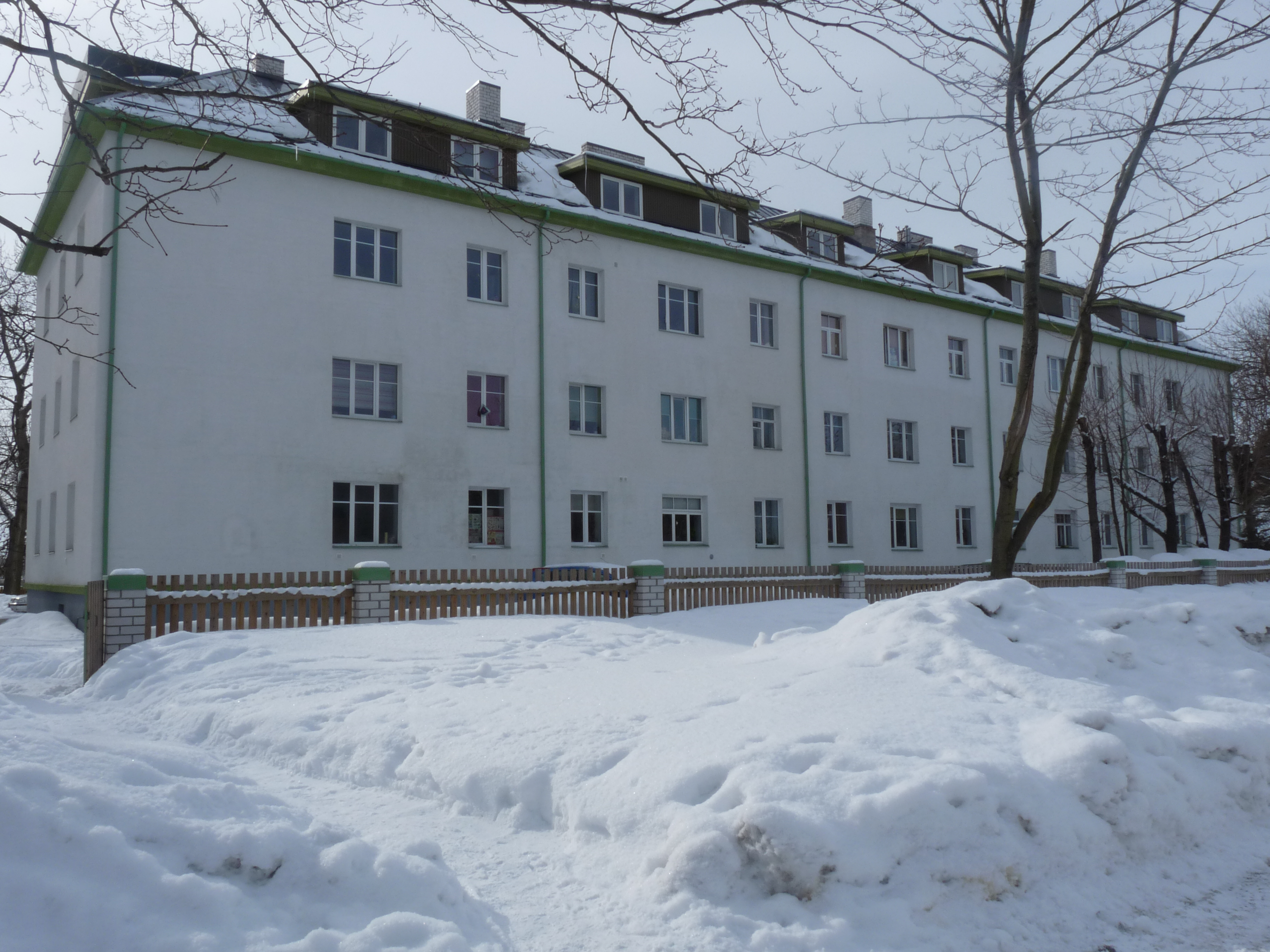
Дом 27
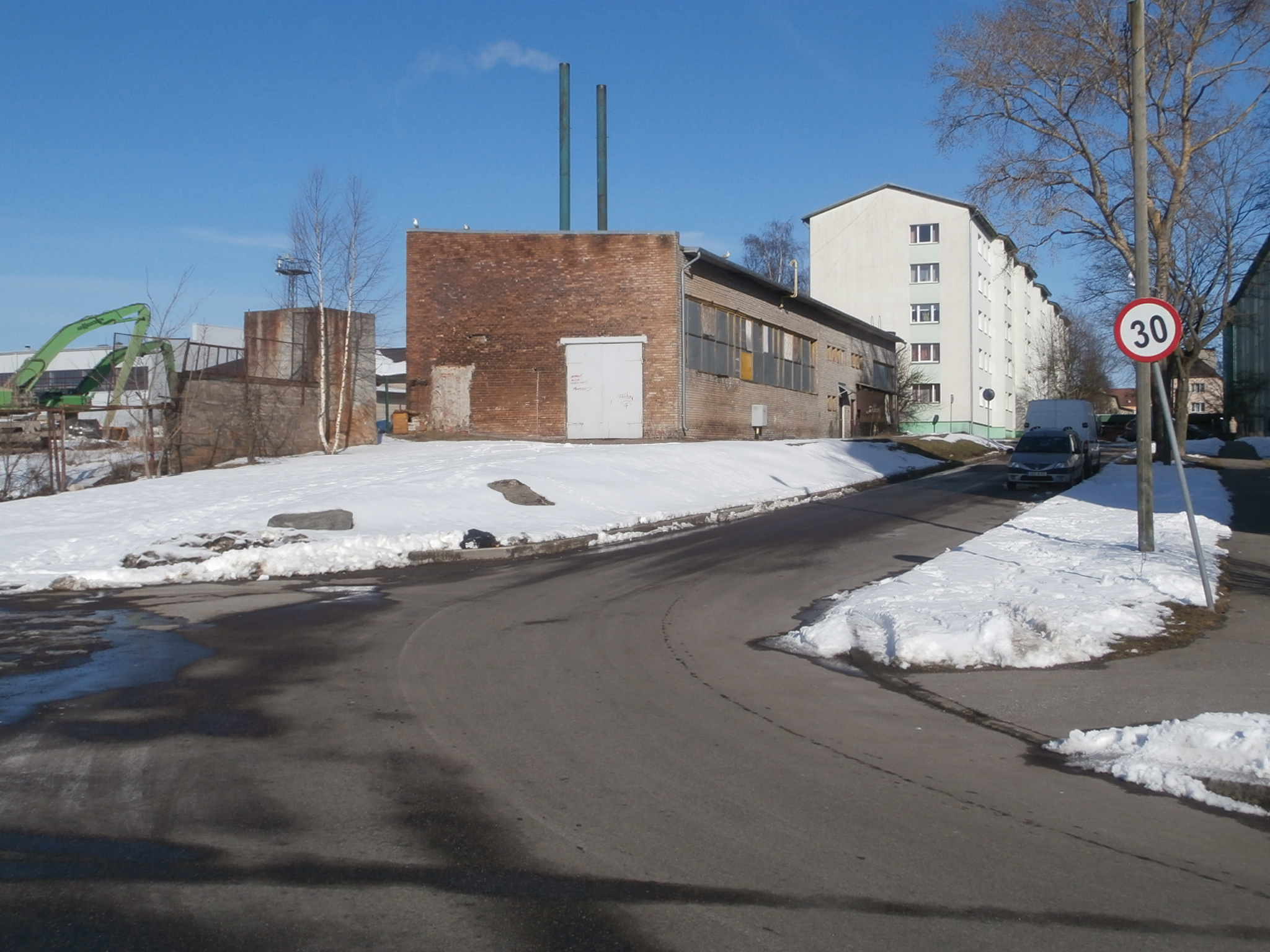
Дом 47
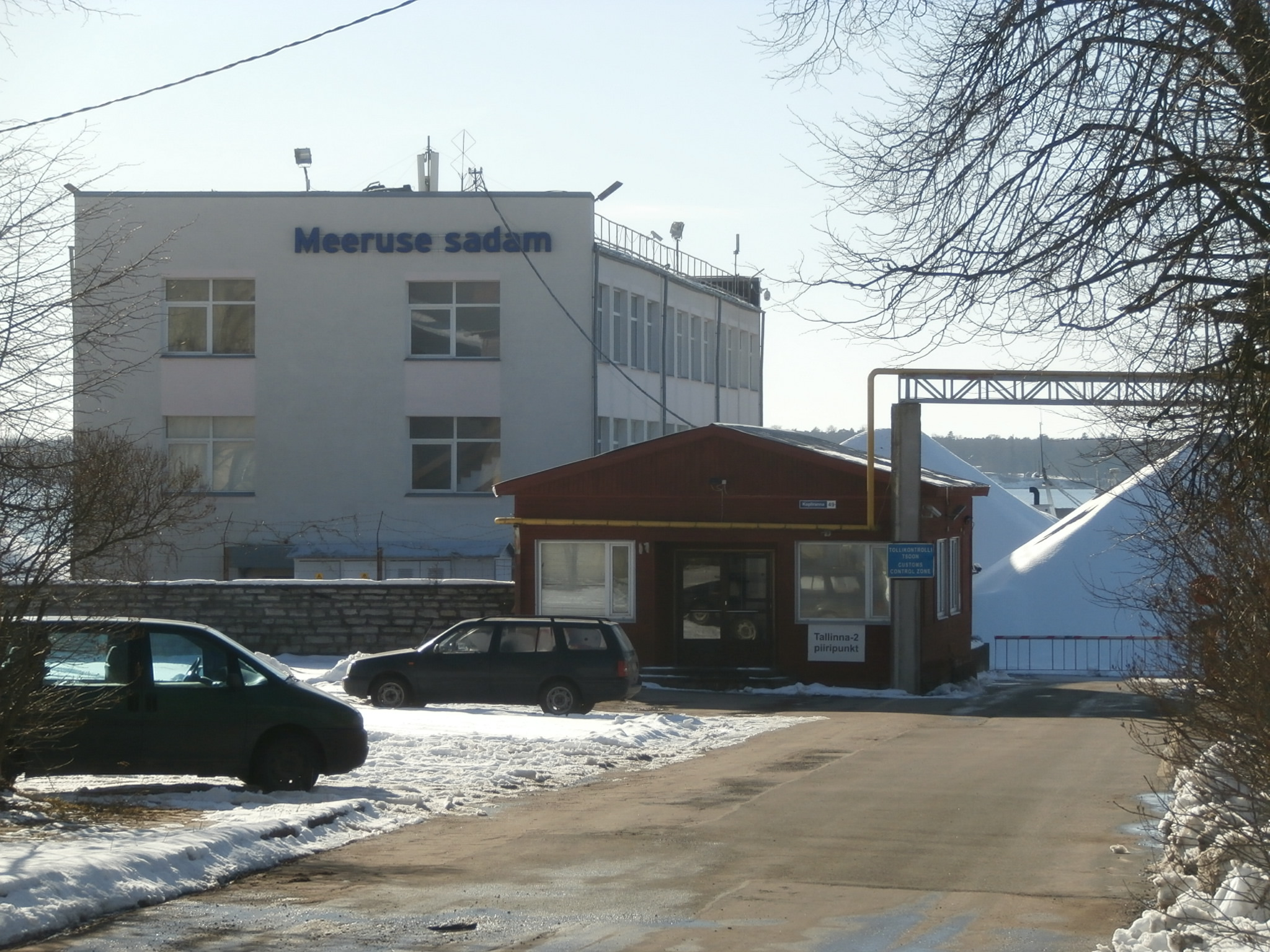
Дом 49